# Анаплазія
Анаплазія — стійке порушення дозрівання клітин із зміною їхньої морфології і біологічних властивостей. При анаплазії практично неможливо встановити видову приналежність клітини через повну відсутність рис її диференціювання. Зазвичай анаплазія характерна для клітин, які переродились злоякісно.
Анаплазія є:
- біологічна — втрата всіх функцій, крім розмноження клітин;
- біохімічна — втрата клітиною ферментних систем;
- морфологічна — зміни внутрішньоклітинної структури і форми з розміром (рак);
- Імунологічна — зміни антигенних властивостей пухлинної клітини;